# 朱翊錡
安阳王朱翊锜（1545年—？），明朝徽悼王朱载埨庶长子。
嘉靖三十五年（1556年）四月，明世宗遣廣寧伯刘允中等為正使，翰林院修撰陳謹等為副使，持節冊封朱翊錡為安陽王。九月，朱载埨获罪自杀，朱翊錡和弟弟万善王朱翊鈁都被革爵，发周王府约束。
嘉靖四十五年（1566年）明穆宗登基后，朱翊錡和另一弟弟朱翊钺（一作朱翊鈁）入京上疏请求回徽王府为先王奉祀。闰十月，穆宗准奏，釋放朱翊錡、朱翊钺回鈞州，由堂叔祖父兼理徽府事建德王朱厚𤊟管束。
南明隆武元年（1645年）十一月，由朱翊錡的嫡长子朱常渰续封徽王。朱翊錡无追封为徽王的记载。